# Capão da Canoa
Pour les articles homonymes, voir Capão.
Capão da Canoa est une ville brésilienne de la mésorégion métropolitaine de Porto Alegre, capitale de l'État du Rio Grande do Sul, faisant partie de la microrégion d'Osório et située à 134 km au nord-est de Porto Alegre. Elle se situe à une latitude de 29° 45′ 42″ sud et à une longitude de 50° 01′ 50″ ouest, à 0 m d'altitude. Sa population était estimée à 37 405 en 2007, pour une superficie de 97 km2. L'accès s'y fait par les RS-389 et RS-407.
L'origine du nom vient des habitants de la serra (montagne) avoisinante qui campaient dans le lieu originellement recouvert de végétation arborée (capão) et qui fabriquaient des embarcations (canoa) en bois de figuier. Après les avoir utilisées, ils les gardaient dans cet endroit, et le nom est resté.
Le tourisme est la principale activité de la commune, du fait de sa position au bord de l'océan Atlantique Sud. Les premières infrastructures touristiques commencèrent à se développer à partir de la fin des années 1920. L'électricité et le téléphone furent installés dans les années 1930.

## Villes voisines
- Terra de Areia
- Maquiné
- Xangri-lá